# Thompson Falls
La ville de Thompson Falls est le siège du comté de Sanders, dans l’État du Montana, aux États-Unis. Lors du recensement de 2010, elle comptait 1 313 habitants. Superficie totale : 4,8 km2 (1,9 mi2). 
Coordonnées géographiques : 47° 35′ 48″ N, 115° 20′ 37″ O.
La ville a été nommée en hommage à l’explorateur britannique David Thompson.